# Laureano Ruiz
Laureano Ruiz   (Escobedo, 21 d'octubre de 1937) va ser jugador professional de futbol i més tard entrenador, sent el FC Barcelona el club més important al qual va dirigir, l'any 1976. Va arribar per substituir Hennes Weisweiler, gràcies al seu coneixement del club barcelonista, ja que era un home de la casa. Després d'ell, va tornar al club Rinus Michels.
Va treballar a les categories inferiors del FC Barcelona els anys setanta i vuitanta. També va destacar la seva tasca al futbol base a través del Consell de l'Esport de la Generalitat de Catalunya fins al 1987, quan va rebre una oferta del Racing de Santander per a encarregar-se de la seva escola de futbol.
Es va especialitzar en la formació dels futbolistes joves, havent publicat diversos articles en diaris com ara El Diario Montañés, El País i Mundo Deportivo.